# Piero Bellugi
Pour les articles homonymes, voir Bellugi.
Piero Bellugi (né le 14 juillet 1924  à Florence et mort le 10 juin 2012 dans la même ville) est un chef d'orchestre italien.

## Biographie
Piero Bellugi décroche un premier prix de violon au Conservatoire de sa ville natale. Élève de Luigi Dallapiccola, Igor Markevitch et Léonard Bernstein pour la composition et la direction d’orchestre, Piero Bellugi dirige des orchestres qui lui valent une renommée mondiale. Il participe, entre autres, aux Festivals d'Ottawa, Paris, Aix-en-Provence, Bregenz, Prague, Maggio Musicale Fiorentino, mais aussi dans les principales institutions de concerts italiennes.
À partir de 1967, Piero Bellugi devient directeur musical de l'Orchestre symphonique de la Rai de Turin et de l'Opéra de Palerme dès 1987. Il a été aussi chef permanent de l'Orchestre Symphonique de la Radio de Turin, de l’orchestre Toscanini de Parme à partir de 2004, de l’orchestre de la Radio Portugaise de Lisbonne et des orchestres symphoniques de Oakland en Californie et de Portland dans l’Oregon. Il est aussi le "créateur" de nombreuses compositions d'auteurs contemporains, dont Luciano Berio, Olivier Messiaen, Sylvano Bussotti, Goffredo Petrassi, mais aussi Darius Milhaud dont il dirigea la première de la Symphonie no 10 en 1961.   
Assistant de Léonard Bernstein à New-York, Piero Bellugi s'occupe aussi de formation pour les jeunes. Il a enseigné la direction d’orchestre dans les Conservatoires de Florence, Turin et Rome, à l’Accademia Chigiana de Sienne et au New England Conservatory de Boston. Il forme de jeunes musiciens d'orchestres de Boston, de l’université de Californie à Berkeley et de l’Orchestra Giovanile Italiana, avec lequel il a effectué des tournées en Italie et à l’étranger pendant plus de dix ans.
Piero Bellugi est aussi membre de l’Accademia di Santa Cecilia.
Il meurt à Florence le 10 juin 2012, âgé de 87 ans.